# Gadna (Israel)

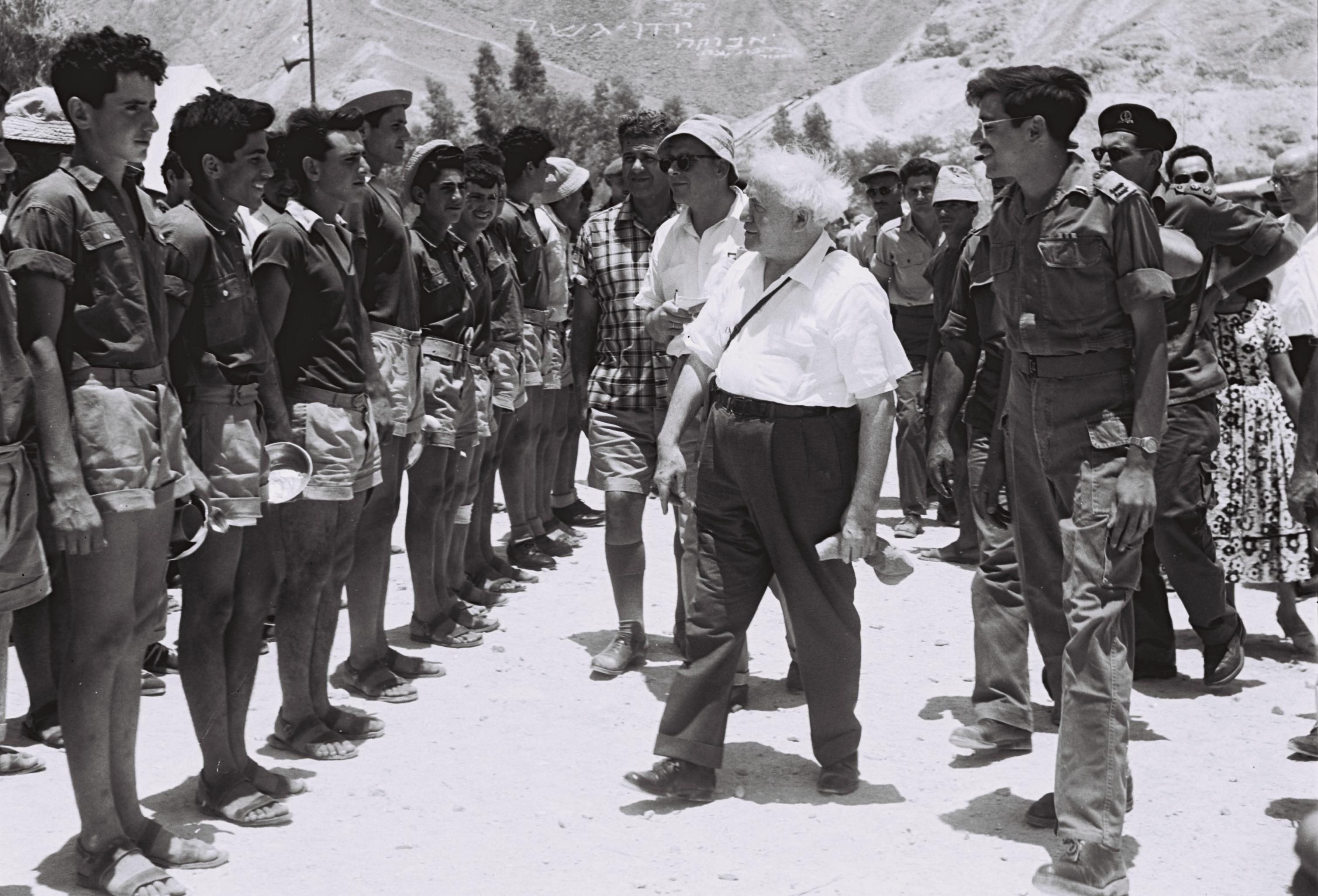
Ben Gurion visitant la base de Gadna a Be'er Ora el 1957.

Gadna (en hebreu: גדנ"ע) és un programa d'entrenament militar israelià, que prepara els joves per al servei militar obligatori en les Forces de Defensa d'Israel o bé en les unitats de la Policia de Fronteres d'Israel. Gadna és un programa d'una setmana de durada que ensenya elements de disciplina i tècniques militars i que és conduït per soldats de la brigada d'infanteria Nahal. Cada any Gadna entrena uns 19.000 joves israelians, a més de nombrosos joves d'altres nacionalitats.
Gadna, és una abreviació de Gdudei No'ar (en hebreu: גדודי נוער), i el programa va ser creat amb anterioritat a la Declaració d'Independència d'Israel. Els reclutes inicialment servien com a combatents en tot propòsit, participant de forma activa en la guerra araboisraeliana de 1948, especialment en el front de Jerusalem.

## Insígnies
Els comandants, sergents i oficials usen la boina verda de la brigada d'infanteria Nahal, però no porten l'escut de la brigada en aquesta boina, ni la xarretera de la Nahal. En el seu lloc, porten l'emblema i la xarretera del Cos d'Educació i Joventut (en hebreu: חיל החינוך והנוער, Heil HaHinuh VeHaNo'ar).
Els comandants porten un galó marró al braç esquerre. Als reclutes de Gadna els són lliurats uniformes d'ensinistrament i per a ús quotidià, consistents en camisa, pantalons, un cinturó militar, una cantimplora i una nansa per a la subjecció d'aquesta. En arribar, els alumnes reben uns barrets que han de portar en tot moment. Les noies han d'anar sempre amb els cabells recollits.
Els joves, que viuen en tendes de campanya i barraques, s'organitzen en esquadrons. Cada esquadró té dos líders, elegits pel comandant. El primer en rang és col·locat sota la dependència directa de l'oficial assignat a la base, portant un galó al braç esquerre, o xarreteres multicolors a ratlles. Si porta el galó, la seva xarretera és del mateix color que la de la resta de la unitat. El de segon rang és el sergent, que porta xarreteres especials, normalment negres, però no porta galons.

## Estructura i bases
El programa Gadna està subordinat a la divisió Magen, pertanyent al Cos d'Educació i Joventut. Han estat nombroses les bases relacionades amb el programa Gadna al llarg dels anys, encara que, a data de 2008, només 3 bases de Gadna continuaven operatives:
- Sedé Bóqer, al desert del Nègueb (la més gran).
- Tzalmon, a la regió de la Baixa Galilea.
- Joares, a la plana de Manassès (la més petita).

Existeixen plans per actualitzar i renovar aquestes bases, que probablement siguin duts a terme abans de l'any acadèmic 2009-10.

## Vida a Gadna
Tot i que durant la setmana de formació del programa tant joves israelians com estrangers segueixen el mateix programa, els reclutes israelians realitzen activitats més llargues i exigents, com a preparació per al seu servei a les Forces de Defensa Israelianes (FDI). Els participants en Gadna s'aixequen d'hora i es van tard al llit. Es formen en el maneig d'armes, aprenent a desarmar, netejar i reparar el rifle d'assalt M-16. També passen per un entrenament físic i un adoctrinament bàsic. Aprenen sobre la història de les FDI, amb les seves grans batalles i herois, i prenen part en el manteniment de la base, inclosa la neteja i la cuina. Igualment, disparen armes i realitzen petites marxes forçades, ja que les marxes forçades en plena batalla són molt comuns en totes les unitats d'infanteria de les FDI.

## Controvèrsies
Tot i que el programa Gadna ha estat titllat de "excessivament militarista" per certs educadors i professors a Israel, el Cos d'Educació i Joventut ha preparat un programa en el qual es deixarien entreveure valors més militaristes i combatents dins de les lliçons, encara que posant menys èmfasi en l'aspecte físic.